# 美国的中国间谍案列表
以下是美国政府对特定个人提起的案件列表，这些人据称在美国领土上为中华人民共和国从事了针对美国的间谍活动。

## 被起诉

### 姚旭东（音）
姚旭东，英文名William Yao，57岁，是归化的美国公民，因涉嫌参与窃取伊利诺伊州芝加哥一家机车制造商的专有信息而被通缉。姚旭东目前在逃，据信居住在中国。2015年11月18日，姚旭东从中国飞往芝加哥奥黑尔国际机场。联邦起诉书称，当时他携带着被盗的商业机密信息，包括这家芝加哥郊区公司的控制系统源代码的9份完整副本，以及解释代码工作原理的系统规范。姚旭东被控九项盗窃电子文件的罪名。

### 柳忠三
2019年9月16日，柳忠三在新泽西州李堡被联邦特工逮捕，并因参与密谋为中国政府人员骗取美国签证，而被控密谋实施签证欺诈。美国检察官杰弗里·伯曼表示：“正如所指控的那样，柳忠三密谋骗取研究学者签证，而那些人的实际目的不是研究而是招募。据称，柳忠三不是帮助将学生带到美国，而是密谋欺骗该国的签证系统，以达到其吸引美国专家到中国的目的。因为联邦调查局的介入，这种涉嫌滥用签证系统的行为已被制止。”柳忠三已获保释，尚未正式认罪。

### 郑灶松
2019年12月，来自中国的医学生郑灶松在洛根机场被捕，因为他窃取了21个用于生物研究的小瓶，并试图搭乘飞往中国的航班将其走私出境。郑灶松表示，他打算将这些小瓶带回中国，在自己的实验室对其进行研究，并以自己的名义发表结果。郑灶松被控作出虚假陈述、签证欺诈、充当外国政府代理人、串谋，以及从美国走私货物。截至2020年3月，郑灶松已经以100,000美元获得保释。

### 叶妍卿（音）
2020年1月28日，FBI对叶妍卿发出了逮捕令，罪名是充当外国政府代理人、签证欺诈、虚假陈述和共谋。叶妍卿是中国人民解放军中尉，也是中国共产党党员。据称，叶妍卿于2017年10月至2019年4月在波士顿大学物理、化学和生物医学工程系学习期间，继续担任解放军中尉，完成了解放军军官分派的多项任务，例如研究、评估美国军事网站，以及将美国的文件和信息发送到中国。据信叶妍卿目前在中国。

### 查尔斯·利伯
哈佛大学化学与化学生物学系前主任查尔斯·利伯，于2020年1月28日被捕。他参与了中国政府设立的千人计划（该计划旨在招募能够接触或了解外国技术和知识产权的个人），其罪名是就此事向联邦当局作出了虚假陈述。他于2020年6月被正式起诉。2020年7月28日，他又被追加了一项税务犯罪指控，因为他未能报告从武汉理工大学所获得的收入。

### 洪思忠
洪思忠，英文名Simon Saw-Teong Ang，阿肯色大学华裔教授，住阿肯色州费耶特维尔。2020年5月8日，63岁的洪思忠被捕，并被控电信欺诈。据称，他与中国政府和中国公司有密切联系，他在从NASA获得补助金时被要求披露此类关系，但他并未披露。

### 王欣、唐娟、宋琛和赵凯凯
四名中国公民被控签证欺诈。2020年6月7日，王欣在洛杉矶国际机场被捕，并被控签证欺诈。王欣是加州大学旧金山分校的科研人员，也是解放军军官，他被控伪造其美国签证申请，并被控窃取医疗研究人员的机密，并将它们送往中国的军事实验室。宋琛和赵凯凯均于2020年7月被捕，罪名是在签证申请中撒谎，隐瞒了他们与解放军的关系。FBI试图根据6月26日提交、7月20日启封的逮捕令和诉状逮捕唐娟。唐娟罕见地在中国驻旧金山领事馆寻求避难，中国政府在那里庇护了她数周，直到她最终离开领事馆去看病时被捕。

### 李啸宇和董家志
2020年7月21日，李啸宇和董家志被控侵入众多计算机系统，受害者包括美国和国外数百家公司、政府、非政府组织，以及持不同政见者、神职人员、民主和人权活动家等个人。被告最近查找了一些计算机网络中的漏洞，包括开发COVID-19疫苗、测试技术和治疗方法的公司。

### 马玉清
2020年8月，FBI逮捕了67岁的前中央情报局官员马玉清，指控马玉清将机密材料交给中国人员，以换取现金和礼物。

### 成正东
2020年8月23日，NASA研究员、德克萨斯农工大学教授成正东，因与中国的人才计划有关的虚假陈述和电信欺诈而被捕。2022年9月22日，成正东承认了两项指控：违反NASA规定和伪造官方文件。

### 关磊
2020年8月28日，来自阿尔罕布拉宫的29岁中国公民关磊，被指控销毁了一块硬盘，当时FBI正在调查敏感软件被转移到中国的可能。

### 张浩然、谭戴林、蒋立志、钱川和付强
2020年9月16日，美国司法部指控中国黑客张浩然、谭戴林、蒋立志、钱川和付强入侵全球100多家公司、智库、大学和政府机构。共有7名黑客受到指控。

### 白玛达杰·昂旺（音）
2020年9月21日，美国联邦检察官指控纽约市警官白玛达杰·昂旺充当中国政府的非法代理人，指控他向中国领事馆的两名国安部官员提供有关在美藏人的情报。昂旺出生于中国藏区，是归化美国公民。昂旺还受雇于美国陆军预备役。其父是中国退伍军人，也是中共党员。其母也是党员，还是前政府官员。据称，昂旺通过邀请参加官方活动，向领事馆提供了接触纽约警察局高级官员的机会。

### 肖明庆
2021年4月21日，59岁的南伊利诺伊大学系统数学教授兼研究员肖明庆，被控两项电信欺诈罪和一项虚假陈述罪。据称，肖明庆在从国家科学基金会获得了151,099美元联邦拨款的过程中，隐瞒了他从中国政府和一所中国大学获得支持的细节。

## 被判间谍罪

### 金无怠
金无怠在美国情报界工作了近35年，同时向中国提供机密信息。1944年，金无怠开始在福州为美国人做翻译时，被中共官员招募为间谍；1948年，他开始在美国驻上海领事馆担任翻译，后调往韩国；1952年，他被中央情报局外国广播信息处聘用，该处于1961年将他调往加利福尼亚。1965年成为美国公民之后，他又被调往弗吉尼亚的阿灵顿，在那里他可以接触到国外情报人员的报告以及中情局官员在中国获得的文件的翻译件。他从1950年代开始多次到访香港，并遇到了其情报机构上级官员区启明（音）；1970年代，他在纽约有了紧急联系人：唐人街天主教显圣容堂的马克·张（Mark Cheung）神父。该神父是以前中国国安部送到天主教神学院的，目的是打入天主教会，尽管他在中国有妻子。金无怠向中国出售与中国和东南亚有关的机密国家情报评估，使中国能够发现其情报机构的弱点，并危及美国在该地区的情报活动。他出卖了他在韩国采访过的中国战俘，据信他们在回到中国后已被处决或监禁。在理查德·尼克松总统访华前两年，他就提供了有关理查德·尼克松计划与中国关系正常化的敏感信息。1981年，59岁的金无怠退休，被中情局授予职业情报奖章；一周后飞往香港，领取了国安部的退休奖金。他在国安部的收入主要投资于房地产——仅在华盛顿特区一带，他就拥有31处房产。FBI对多名叛逃者的信息进行了3年的信息汇总后，于1985年将其逮捕。1986年2月，金无怠被认定犯有17项间谍罪、阴谋罪和逃税罪，包括2项无期徒刑，但他在判刑前自杀。

### 格伦·达菲·施莱弗
格伦·达菲·施莱弗，1981年11月23日生于弗吉尼亚州亨利科县。2004年，施莱弗从大峡谷州立大学毕业，之后到上海工作并学习汉语。
大约2004年，施莱弗参加了一次征文，写了一篇关于中美关系的文章。一位自称“阿曼达”（Amanda）的中国女士称赞了其文章，并付给他120美元。这是一种在招募情报人员时，很常见的、低调的开始方式。阿曼达后将施莱弗介绍给了“吴先生”（音）和“王先生”（音）。阿曼达、吴先生和王先生都是中国国安部的特工，他们鼓励施莱弗向美国政府或执法部门申请工作，而没有采用更常见的、招募现有特工的方式。很快他们付给他10,000美元，让他参加2005年在上海举行的美国外事服务考试，但他未能通过。2006年他再次参加该考试，得到了20,000美元的报酬，但他又没有通过。接下来施莱弗在2007年申请了中情局国家秘密行动处的秘密官员职位。这次他向中国人索要并得到40,000美元。
2010年6月，施莱弗被捕，并被控五项“作出虚假陈述”和一项“故意密谋向中国情报人员提供国防信息”的罪行。他被拒绝保释，并由弗吉尼亚州亚历山德里亚的美国联邦检察官斯蒂芬·M·坎贝尔（Stephen M. Campbell）起诉。根据第793条，施莱弗面临最高10年的监禁，但检察官还威胁将根据第794条起诉他，该条的最高量刑则为终身监禁。施莱弗于2010年10月承认了一项密谋非法传输国防信息的罪名，这是认罪协议的一部分，协议包括了全面汇报和测谎仪测试。2011年1月21日，他被法官利亚姆·奥格雷迪判处四年监禁。

### 彼得·李（Peter Lee）
彼得·李是一位物理学家，出生于中国，曾先后在洛斯阿拉莫斯国家实验室和TRW公司工作。他承认在安全审查表上撒谎，以及在北京出差时向中国科学家传递机密国防信息。他泄露了机密武器信息、微波潜艇探测技术和其它国防数据。能源部后来得出结论：他泄露的机密信息“对中国的核武器发展计划提供了重要的物质帮助……这一分析表明，李博士的活动直接促进了中国的核武器计划，损害了美国的国家安全。”

### 麦大志
麦大志是一名出生于中国的工程师，曾在加利福尼亚的国防承包商L3科技担任海军静音驱动推进技术的支持工程师。根据起获的文件，其中国联系人指示其加入“更多的专业协会，参加更多‘特殊重要主题’的研讨会，并将特殊的会议材料汇总到磁盘上”。他奉命收集的信息涉及天基电磁拦截系统、在太空发射的磁悬浮平台、电磁炮或火炮系统、潜艇鱼雷、电磁发射系统、航空母舰电子系统、喷水推进、船舶潜艇推进、电力系统配置技术、武器系统模块化、核攻击防御技术、舰载电磁马达系统、舰载内外通信系统和美国下一代驱逐舰。他复制并通过快递向中国发送了有关美国海军舰艇、潜艇和武器的敏感文件。2008年，他因间谍罪被判处24年半监禁。

### 慕可舜
2006年5月，慕可舜承认自己是中国秘密特工。慕可舜在试图购买美国军事装备运往中国时，被美国卧底特工逮捕。其中的装备包括一台F-16战斗机的喷气发动机、一枚AGM-129A巡航导弹、UH-60黑鹰直升机的发动机和AIM-120空空导弹。

### 叶飞和钟明
叶飞是美国公民，钟明是美国永久居民。2001年11月23日，他们在旧金山国际机场被捕。他们被控在设计计算机微处理器时，为中国窃取商业机密，尽管检察官并未声称中国政府知道他们的活动。2002年12月，他们被控共计十项罪名，包括串谋、经济间谍、持有被盗的商业秘密，以及将被盗财产运往国外。2006年（他们被捕后五年），他们各承认了两项经济间谍罪。2008年，他们被判处一年监禁。最高刑期是30年，但由于他们的合作，检察官要求减刑。此案是首次根据1996年《经济间谍法》定罪。

### 格雷格·伯格森和郭台生
2008年时，格雷格·威廉·伯格森是美国国防合作安全局的武器系统政策分析师。作为C4ISR项目的负责人，他被认定充当中华人民共和国间谍。他住在弗吉尼亚州亚历山德里亚，他将国防机密信息卖给了郭台生。郭台生是原籍台湾的归化公民、在新奥尔良卖家具。郭台生使伯格森相信，这些信息会被提供给台湾，但随后却将信息转往中国大陆。据称，郭台生将这些信息交给了同样居住在新奥尔良的合法侨民康玉新。据称，康玉新又将这些信息提供给中国政府一名间谍。伯格森被判入狱4年9个月，郭台生被判入狱16年。

### 安妮·洛克伍德（Anne Lockwood）、迈克尔·黑内尔（Michael Haehnel）和刘福平（音）
2009年2月，金属达因公司（Metaldyne Corporation）三名前雇员在联邦法院被判处监禁。美国代理检察官泰伦斯·伯格表示，他们是因为密谋窃取该公司的机密信息。安妮·洛克伍德是金属达因的前销售副总裁，其丈夫迈克尔·黑内尔是金属达因的前高级工程师，刘福平是金属达因的前冶金学家。2008年9月15日，洛克伍德和刘福平都承认了起诉书的主要罪行，即密谋窃取属于金属达因的机密和专有信息，以及使用窃取的信息协助中国的竞争对手——重庆华孚工业公司，在粉末冶金零件领域与金属达因展开竞争。黑内尔承认了一项轻罪，即指控他非法访问存储的电子记录。从2004年5月起，洛克伍德和刘福平制定了一项商业计划，帮助华孚在粉末冶金产品生产方面与金属达因展开竞争。洛克伍德获取了有关金属达因内部成本及其制造过程的机密和专有信息，包括电子和纸质副本，然后将部分信息提供给中国的华孚，以帮助其与金属达因展开竞争。洛克伍德被判监禁2年半，黑内尔被判监禁6个月，刘福平被判监禁9个月。

### 詹姆斯·里斯·罗斯（James Reece Roth）
约翰·里斯·罗斯是电气和计算机工程专业的荣誉退休教授，他于2008年9月3日被定罪。其罪名是在2005年和2006年，与诺克斯维尔的科技公司大气发光技术公司（Atmospheric Glow Technology Inc.）密谋，违反《武器出口管制法》，向中华人民共和国一公民非法出口十五种不同的“国防用品”。他还被认定犯有15项违反《武器出口管制法》的罪名，以及一项涉及输出空军合同相关敏感军事信息的电信欺诈罪，并剥夺其在大学的“诚实服务”荣誉。2009年7月9日，72岁的他被判处四年监禁，刑满后还有两年监外看管。2005至2006年间，田纳西大学电气工程教授兼诺克斯维尔的大气发光技术公司的员工罗斯，在知情的情况下，将出口管制的国防信息提供给其研究团队的中国研究生。罗斯还带着出口管制文件前往中国。有一次，罗斯要求中国研究生将出口管制材料，通过电子邮件发送给罗斯拜访过的一位中国教授。
据称，罗斯违反《武器出口管制法》，向一名中华人民共和国公民提供技术数据，包括15种不同的国防物品。这些物品包含了特定的军事技术数据，这些数据是受限的，与开发等离子技术的空军项目相关，该技术被用于武器系统无人机。

### 布莱恩·安德伍德（Bryan Underwood）
布莱恩·安德伍德是美国在广州建设中的领事馆大院的前文职警卫。2013年3月5日，他被判处九年监禁，其罪行是向中国国家安全部，出售与美国领事馆相关的机密照片、信息和访问权限，以谋取个人经济利益。

### 刘元轩（音）
2014年7月，刘元轩（英文名Walter Lian-Heen Liew）因违反《经济间谍法》、逃税、破产欺诈和妨碍司法公正，被判处15年监禁。在2014年3月刘元轩被指控的20项罪名中，每一项都被定罪了。其公司被陪审团认定从杜邦公司窃取商业机密，给了中国国有企业攀钢集团。

### 春昆山（音）
2017年1月，美国纽约南区检察官、国家安全代理助理检察长玛丽·B·麦考德（Mary B. McCord）和美国联邦调查局纽约外勤办公室助理检察长小威廉·F·斯威尼（William F. Sweeney Jr.）宣布，春昆山（英文名Joey Chun）被判处两年监禁，并支付10,000美元罚款，罪名是在美国充当中华人民共和国特工，也没有事先通知司法部长。春昆山于2016年8月1日认罪。美国地区法官维克多·马雷罗对春昆山进行了判决。春昆山是土生土长的中国人，后归化为美国公民，自1997年起担任FBI技术员，并有绝密许可。

### 坎迪斯·玛丽·克莱本（Candace Marie Claiborne）
2017年3月28日，FBI逮捕了美国国务院的坎迪斯·玛丽·克莱本。代理助理检察长麦考德说，她“没有报告她曾与中国驻外情报人员联系，这些情报人员向她提供了数千美元的礼物和好处”。“克莱本利用其职位，及其接触敏感外交数据的途径，来谋取个人利益。抓捕那些为了个人利益而危害我国安全的人，将仍然是国家安全部的关键优先事项。”2019年4月24日，坎迪斯·克莱本承认了一项密谋诈骗美国的指控，她向执法人员和背景调查员撒了谎，并隐瞒了她与中华人民共和国特工的广泛联系，还接受他们的礼物，并向他们提供美国国务院的内部文件作为交换。密谋诈骗美国罪的法定最高刑罚是五年监禁。2019年7月9日，克莱本被判处3年4个月监禁，外加三年假释，以及40,000美元的罚款。

### 凯文·帕特里克·马洛里（Kevin Patrick Mallory）
2017年6月，凯文·马洛里被捕，并被指控为中国政府从事间谍活动，违反了《间谍法》。马洛里从中国情报人员手中拿到了特殊通讯设备，以便向他们发送文件，包括被列为最高机密的文件。
2017年7月7日，在法庭初步审理期间，美国地区法官T·S·埃利斯三世认为马洛里有逃跑风险，且对国家安全存在潜在威胁，下令取消了其保释。FBI破解了其手机，并拿到八份文件，其中包括绝密文件。2018年6月8日，马洛里被认定犯有四项罪名：密谋传递、企图传递和传递国防信息以协助外国政府，以及重大虚假陈述。2019年5月，他被判刑20年。

### 李振成
2018年1月，FBI逮捕了前中情局官员李振成，指控他非法持有国防信息。他可能泄露了大量中情局在华间谍的身份。李振成是归化的美国公民，从1994到2007年，他为中情局工作，且拥有顶级机密的安全权限。在他离开中情局几年后，中国开始捕杀美国线人。美国官员开始调查，是否有内奸泄露了美国线人的身份。2018年5月，李振成被正式指控密谋为中国从事间谍活动。根据起诉书，2010年4月他在深圳会见了中国国家安全部的两名情报人员，他们给了他“10万美元现金的礼物以换取其合作”，并承诺“他们会照顾其一生”。2010至2013年间，李振成收到了数十万美元的现金，并存入他在香港的汇丰银行账户，与此同时，中情局失去了18至20名在华线人，他们因向美国政府提供敏感信息而被捕杀。2007年，李振成离开中情局，开始在香港为日本烟草国际工作。2009年，该公司因怀疑他向中国当局泄露有关其业务的敏感信息，而终止了其合同。之后他成立了自己的公司，也与香烟进口有关，但没有成功。根据法庭文件，李振成在香港的商业伙伴安排了会面，并将中国情报人员的信息传递给他。从2013年6月到2015年9月，这位前中情局特工为化妆品公司雅诗兰黛工作。他被捕时，是香港佳士得国际拍卖行的保安主管。他已经认罪。

### 许家强
许家强被指控窃取IBM软件的源代码，以使中华人民共和国国家卫生和计划生育委员会受益。其后，他承认了经济间谍、盗窃以及持有和传播商业机密的指控。2018年1月18日，许家强被地区法官肯尼斯·M·卡拉斯判处五年监禁。许家强此前承认了对其指控的所有六项罪行。

### 罗恩·罗克韦尔·汉森（Ron Rockwell Hansen）
2018年6月4日，美国陆军退伍军人、前国防情报局官员罗恩·洛克威尔·汉森因联邦指控而被捕，其罪名包括企图向中华人民共和国发送国防信息。汉森在前往西雅图-塔科马国际机场的途中被FBI特工拘留，当时他正准备转机飞往中国。
汉森被控企图从事间谍活动、为中国充当未注册的外国代理人、大宗现金走私、组织货币交易，以及从美国走私商品。如果罪名成立，汉森最高将面临终身监禁。2019年3月15日，汉森在犹他地区认罪，承认企图向中华人民共和国发送国防信息。2019年9月26日，汉森被判在联邦监狱服刑10年。

### 石宇琦
石宇琦是一位电气工程师，也是加州大学洛杉矶分校的教授。2019年6月，洛杉矶的陪审团裁定，他犯有18项罪名，涉及向中国走私含有军事机密的计算机芯片。

### 谭宏进（音）
谭宏进于2018年12月被捕，2019年11月认罪，2020年2月被审判。从2017年6月到2018年12月，他受雇于一家美国石油公司，担任副科学家，他从雇主那里窃取了价值超过10亿美元的专有信息。

### 彭雪华（音）
彭雪华，56岁，英文名Edward Peng，来自加利福尼亚州海沃德。2019年9月30日，FBI逮捕了他，罪名是作为非法外国代理人，将机密的美国国家安全信息，传递给中华人民共和国国家安全部的官员。FBI的监控录像显示，彭雪华在北加州一家酒店的房间里完成了一次“死投递”，据称他在2015至2018年间又完成了五次死投递。2019年9月27日，他在位于海沃德的住所被捕，并在法庭听证会上被拒绝保释。2020年3月16日，彭雪华被判处4年监禁，并被勒令支付30,000美元罚款。

### 姚俊威
姚俊威，英文名Dickson Yeo，新加坡公民。2020年7月24日，他承认在美国充当中国情报部门的非法代理人。姚俊威承认，他成立了一家皮包咨询公司，针对美国政府雇员和一名陆军军官，为中国政府获取信息。

### 陈丽（音）
49岁的周宇（音）和46岁的陈丽是一对夫妻，居住在圣迭戈。2019年7月，联邦特工逮捕了他们，罪名是从前雇主那里窃取医疗机密。他们密谋并实施了从全国儿童医院研究所窃取与外切体和外切体分离相关的科学商业机密，以谋取个人经济利益。据称，这对夫妇在医院不知情的情况下，于2015年在中国成立了一家公司。虽然周宇和陈丽继续受雇于全国儿童医院，但他们同时通过其中国公司销售与外切体分离相关的产品和服务。2019年9月，他们被指控犯有窃取外切体相关商业秘密的相关罪行，这些秘密涉及研究、鉴定和治疗一系列儿科疾病。2020年7月30日，陈丽认罪。2021年2月1日，陈丽被判处2年半监禁。陈丽还密谋进行电信欺诈。

### 张浩
张浩，41岁，来自中国，2020年6月26日被认定犯有经济间谍罪、窃取商业机密罪和这两项罪行的共谋罪。张浩密谋并实施了窃取安华高和天空工程解决方案两家美国电子公司的商业机密。张浩意图窃取商业机密，是为了中华人民共和国的利益。

### 杨阳（音）
2020年9月16日，佛罗里达州杰克逊维尔居民杨阳承认，企图向中国非法出口海上突击艇和发动机。她将面临最高15年的监禁。

### 孙伟（音）
孙伟，49岁，中国公民，前雷神技术公司工程师。2020年11月28日，他承认了一项违反《武器出口管制法》的重罪，被判处3年2个月监禁。孙伟曾在亚利桑那州图森，担任雷神导弹和国防部门的电气工程师达10年，在那里他可以接触到机密的国防信息。2018年12月至2019年1月，孙伟因私从美国回到中国，将敏感的军事相关技术交给中国。

### 秦树仁（音）
2018年6月，秦树仁被捕，罪名是向西北工业大学运送78台用于反潜作战的水下听音器，而西工大隶属于中国人民解放军。2021年4月，秦树仁在波士顿的联邦法院承认，非法采购及非法出口价值100,000美元的美国原产商品，发给西工大。西工大是一所中国军事大学，其深度参与军事研究和工程，与解放军密切合作，以提高解放军的军事能力。

### 徐炎钧
徐炎钧，又名屈辉（音）或张辉（音），于2021年被定罪，被判处20年监禁。2018年10月，徐炎钧被控密谋并企图从事经济间谍活动，以及窃取多家美国航空航天公司的商业机密。在辛辛那提，徐炎钧被提起刑事诉讼，后于2018年4月在比利时被捕。美国称徐炎钧是中国国安部的副处长，从事针对通用电气航空的间谍活动。司法部高级官员说，徐炎钧是中国国安部高级官员，被指控试图窃取领先航空公司的商业机密。徐炎钧邀请专家去中国，经常是打着去大学做报告的幌子，还冒充江苏科技促进会的官员。法庭文件显示，徐炎钧经常与南京航空航天大学的人交换信息，南航是中国顶尖的工程大学之一，对中国的航空航天业具有重大影响。
徐炎钧是首位被引渡到美国受审的中国特工。2021年11月，他被认定犯有两项密谋和企图从事经济间谍活动的罪名，外加一项密谋窃取商业秘密和两项企图窃取商业秘密的罪名。徐炎钧被判处20年监禁。

### 向海涛
向海涛于2022年初承认窃取了孟山都开发、用来帮助农民提高作物产量的专有软件。

### 沙普尔·莫尼安（Shapour Moinian）
沙普尔·莫尼安，67岁，来自圣迭戈，是美国陆军前直升机飞行员，受雇于某国防承包商。2022年6月23日，他承认在其SF-86安全审查表上撒谎，并承认自己是中国政府未登记的有偿代理人。莫尼安收受了中国政府的代表支付的数千美元，并提供了其雇主的、与航空相关的信息。莫尼安面临两项指控：充当外国政府代理人，其最高量刑为10年监禁和25万美元罚款；虚假陈述，其最高量刑为5年监禁和25万美元罚款。该案定于8月29日宣判。

### 季超群
季超群，27岁，居住在芝加哥的中国公民，2018年9月25日在芝加哥被捕，罪名是涉嫌在美国境内充当中华人民共和国的非法代理人。根据一份刑事起诉书，以及由芝加哥的美国地方法院提交的宣誓书，季超群被徐炎钧招募，接受中国国安部江苏省国安局一名高级情报官员的指导。起诉书称，季超群的任务是向情报官员提供八个人的简历，他们都是江苏省国安局的潜在招募对象。起诉书提到，这些人中有在美国担任工程师和科学家的中国公民，其中还有美国国防承包商。他于2019年1月24日被正式起诉。季超群还曾通过紧缺人才征兵计划加入美国陆军预备役。
季超群于2022年被认定从事间谍活动、密谋充当中国国安部代理人且未通知美国司法部长，以及在政府表格上填报与外国机构的联系时撒谎。而与美国陆军预备役入伍有关的两项电信欺诈指控被驳回。

## 被判处其它罪行

### 赵华军（音）
根据FBI特工2013年3月29日的宣誓书，时年42岁的赵华军被指控从威斯康星医学院在密尔沃基的办公室窃取癌症研究化合物，并试图将其运送到浙江大学。主审法官小查尔斯·N·克莱弗特发现，没有任何证据表明“赵华军有意对威斯康星医学院进行诈骗或造成任何损失，甚至是为自己谋利”。在学校官员获取其个人的笔记本电脑、便携式存储设备和文件后，赵华军因在属于大学的计算机上访问其研究，而被认定“未经授权访问计算机，并获取价值超过5,000美元的信息”。

### 姜波
姜波是NASA兰利研究中心的研究员，从事“高科技成像源代码”研究。2013年3月16日，他因向联邦官员撒谎而被捕，当时他在华盛顿杜勒斯国际机场，正准备返回中国。据称，姜波没有如实向FBI告知其携带的电脑存储设备的数量。众议员弗兰克·沃尔夫指控他从事间谍活动，他还因为可能违反《武器出口管制法》而接受调查。宣誓书称，姜波此前曾将一台属于NASA的载有敏感信息的笔记本电脑带到中国。联邦检察官承认，没有证据表明他拥有敏感、秘密或机密材料，其后美国地方法官劳伦斯·伦纳德（Lawrence Leonard）下令释放姜波。姜波的律师费尔南多·格罗内（Fernando Groene）是一名在威廉斯堡执业的前联邦检察官。根据他的说法，沃尔夫将其委托人当作了“替罪羊”。5月2日，姜波在联邦法院洗清了向联邦调查员撒谎的重罪指控。但姜波却因在那台属于NASA的笔记本电脑上，下载了受版权保护的电影、电视节目，以及色情图片，而被定罪。

### 何则雄（音）
何则雄，英文名Allen Ho，66岁，归化的美国公民。他承认密谋在美国境外非法从事或参与生产或开发特殊核材料，且没有美国能源部的必要授权，这违反了《原子能法案》。2016年4月，联邦大陪审团提出了两项指控，指控对象是何则雄、中国最大的核电公司中国广核集团和特拉华州的能源技术国际公司（Energy Technology International，简称ETI）。起诉时，何则雄是核工程师，被中广核聘为顾问，同时也是ETI的拥有者。中广核专门从事核反应堆的开发和制造，由中国国务院国有资产监督管理委员会控制。何则雄出生于中国，在特拉华州和中国均拥有居留权。

### 李晓江
2020年5月8日，前埃默里大学教授李晓江博士因提交虚假纳税申报表而被定罪。李晓江是中国千人计划的参与者，他在中国的大学工作，但没有在其联邦纳税申报表上报告其任何海外收入。李晓江因被控重罪，被判处一年缓刑，并被勒令赔偿35,089美元。

### 图拉布·卢克曼（Turab Lookman）
图拉布·卢克曼，68岁，住在新墨西哥州圣菲。2020年9月15日，他被判处五年缓刑和75,000美元罚款，因为他在关于受雇于中国一事上，向能源部提供了虚假陈述。

### 郑颂国
郑颂国博士是俄亥俄州居民，风湿病学教授/研究员，在俄亥俄州立大学领导一个研究团队。2021年5月，“与中国有密切联系”的郑颂国，因向联邦当局就其与中国的关系作出虚假陈述而被定罪，随后被判处3年1个月监禁，并被勒令向美国国立卫生研究院（NIH）和俄亥俄州立大学赔偿380多万美元。判刑之前，他已承认在NIH拨款申请中撒谎，以资助中国免疫学和风湿病学专业知识的发展。郑颂国撒谎并隐瞒了他与中国千人计划的关系，联邦调查局将该计划描述为“中国政府设立的一项计划，旨在招募具有知识或能够接触外国技术知识产权的个人。”

## 无罪释放

### 陈刚
陈刚，56岁，出生在中国，后加入美国籍，他是麻省理工的教授和研究员。2021年1月，陈刚被联邦大陪审团起诉，罪名是未能将中华人民共和国各实体的合同、任命和奖励披露给美国能源部。陈刚被指控犯有两项电信欺诈罪，一项未能提交外国银行账户报告罪名，以及一项在纳税申报表中作出虚假陈述的罪名。据称，自2012年以来，陈刚在中国担任多项职务，旨在通过提供建议和专业知识（有时是直接向中国政府官员），来促进中国的科技发展，并经常能换取报酬。2022年1月14日，检方建议根据“新信息”对陈刚提出指控。2022年1月20日，联邦检察官撤销了对陈刚的所有指控。能源部官员告诉检察官，即使陈刚透露了与中国的联系，他们可能也会向他提供资助。

### 王擎
2020年5月14日，克利夫兰诊所基金会前雇员王擎博士被捕，并被控虚假申报和电信欺诈，从美国国立卫生研究院获得了360多万美元的拨款资助。王擎还被指控参与了中国的千人计划。2021年7月15日，联邦检察官“经过审查之后”撤销了此案。

### 胡安明
胡安明，华裔加拿大人，田纳西大学诺克斯维尔分校机械、航空航天和生物医学工程系副教授，于2020年2月27日被捕。FBI对其进行了1年9个月的监视，但未能找到其间谍罪证据，其后胡安明被控三项电信欺诈罪和三项虚假陈述罪。联邦检察官指控胡安明欺诈，因为他在接受NASA资助时，隐瞒了与中国一所大学的关系。
2021年6月，一名FBI特工在胡安明的审判中表示，他诬告胡安明是间谍，毫无根据地将其定性为潜伏在田纳西大学的中国军事特工，并利用虚假信息将其列入联邦禁飞名单。该特工还表示，他曾试图使胡安明成为美国间谍。2021年6月16日，胡安明诈骗案结束审判，被定为无效审判。随后，一名陪审员将审判描述为“最荒谬的案件”，对胡安明的指控“是一系列似是而非的错误，没有受到田纳西大学的支持，也代表了FBI无情的野心。”审判结束第二天，民主党代表刘云平、蒙代尔·琼斯和普拉米拉·贾亚帕尔表达了对起诉胡安明的担忧，并呼吁司法部监察长迈克尔·E·霍洛维茨调查对FBI不当行为的指控。

### 陈文英
1982年，FBI特工詹姆斯·史密斯（James Smith）招募了28岁的中国移民陈文英（英文名Katrina Leung，Leung为其夫姓），从事对中国的反情报工作。陈文英是著名商业顾问，她因与中国高官的联系而受到重视，她向FBI在加利福尼亚的顶级中文反情报特工詹姆斯·史密斯和威廉·克利夫兰（William Cleveland）汇报工作。在史密斯招募陈文英后不久，他们就开始发生性关系，持续了近二十年。克利夫兰也从1987年开始，与陈文英发生性关系，持续了约15年。陈文英的代号为“局源410”（Bureau Source 410），绰号“客厅女仆”（Parlour Maid），在多次前往中国后，共获得了170万美元的报酬，后被发现有16个外国银行账户。期间，史密斯向陈文英泄露了机密文件；她复制了这些文件，并将涉及核、军事和政治问题的信息提供给中国。1990年12月，美国国家安全局截获了洛杉矶一女子与其在北京的中国上线“毛国华”的中文电话交谈。她向他透露的信息中，包括威廉·克利夫兰打算前往中国。国安局将此信息转给了FBI，FBI又转给了威廉·克利夫兰，克利夫兰听出了该女声是陈文英。詹姆斯·史密斯也独自听出来了。但在其后的12年里，两人都掩盖了这一点，同时保持着与客厅女仆的性关系，而且显然他们都不知道另一方的性关系。在她最终被曝光后，2005年1月6日，美国地区法官佛罗伦萨-玛丽·库珀，以检察机关行为不当为由，驳回了陈文英案。有人认为，“是FBI的律师把案子搞砸了，她只受到了名义上的惩罚，所以她才在法庭上大喊‘我爱美国！’”

### 李文和
李文和是台裔美国科学家，曾在加州大学洛斯阿拉莫斯国家实验室工作。他出于科学探究目的开创了核爆炸模拟，并提高了美国核武库的安全性和可靠性。1999年12月，联邦大陪审团指控他为中国窃取有关武器库的机密。
由于联邦调查员无法证明最初的指控，政府进行了单独调查后，只能指控李文和不当处理受限数据。这是最初的59项起诉中的一部分，他承认了该项指控，以达成认罪交易。2006年6月，李文和收到了联邦政府和五家媒体组织的160万美元，这是他对他们提起的民事诉讼的部分和解，因为在其指控被提出之前，他们就向媒体泄露了他的名字。在案件结束时，首席联邦法官詹姆斯·奥布里·帕克表示，他被“我们政府的行政部门通过司法部、联邦调查局和美国检察官”误导了。法官虽然不能代表行政部门发言，但他说：“李博士，我真诚地向您道歉，行政部门拘留您并不是一种公平的方式。”

### 李兰（音）和葛越飞（音）
2007年，硅谷两名工程师李兰和葛越飞被指控从事经济间谍活动，从网络逻辑微系统公司窃取微芯片设计，使中国人民解放军受益。他们的起诉书称，两人成立了SICO微系统公司（SICO Microsystems Inc.），以利于被指控的盗窃行为，而且存在中国政府参与的可能性。该刑事审判于2009年10月开始。检察官向陪审员承诺提供证据“宝藏”来对付“叛徒”和“间谍”，但辩方表示，两人只是想用自己的想法来创办自己的公司。经过一个月的审判，联邦陪审团在两项罪名上认定两名被告无罪，在两项最严重的经济间谍罪名上，也以9:3的投票结果倾向于两人无罪。陪审员们说，美国政府甚至未能证明网络逻辑的数据是商业机密，更不用说使中国受益。2010年10月27日，经过几年的磨难，美国地区法官詹姆斯·韦尔（James Ware）驳回了对李兰和葛越飞的所有起诉。在陪审团遴选过程中，美国政府曾试图罢免唯一的华裔陪审员余强（音），但辩方称他是因为种族背景而被针对的，且辩护成功。

### 曹国庆和李丹
2013年10月，礼来公司两名前员工曹国庆和李丹被捕，罪名是窃取和密谋窃取礼来公司正在研发的药物。起诉书指控二人通过电子邮件，将价值5500万美元的敏感实验药物信息，发送给作为竞争对手的中国制药公司。美国检察官乔·霍格塞特及其副手辛西娅·里奇韦（Cynthia Ridgeway）将此案定性为“危害国家的罪行”，并称被告为“叛徒”。2014年12月，美国检察官办公室“为了正义”撤销了指控。

### 陈霞芬
陈霞芬，英文名Xiafen "Sherry" Chen，59 岁，是俄亥俄联邦政府的水文学家。她被诬告从事间谍活动，并于2014年10月被捕。她最初被指控犯有四项重罪，包括非法下载有关国家基础设施的数据，并向联邦特工做虚假陈述，说她最后一次见到中国官员是在2011年，而非2012年。五个月后（2015年3月），在华盛顿阿伦特-福克斯律师事务所合伙人彼得·泽登伯格律师的说服下，检察官撤销了对陈霞芬的所有指控，且未作解释。2018年4月23日，首席行政法官米歇尔·萨里·施罗德（Michele Szary Schroeder）下令美国商务部恢复陈霞芬的工作，理由是其案件“严重不公”。

### 郗小星
2015年5月，美国司法部指控天普大学教授郗小星向中国输送受限的美国技术，特别是用于超导体研究的袖珍加热器的设计。郗小星在家中被十几名FBI特工逮捕，其面临的指控最高可判80年监禁和100万美元罚款。然而，2015年9月，司法部撤销了对他的全部指控，因为包括袖珍加热器的共同发明人在内的主要科学家提供了宣誓书，证明郗小星与中国科学家分享的原理图并非受限技术，也不是用于袖珍加热器的。据郗小星的律师彼得·蔡登伯格称，政府并不了解复杂的科学，在逮捕他之前也没有咨询专家。他说，郗小星分享的信息，属于“典型学术合作”，是关于另一种设备，是郗小星与人共同发明的，而且不是受限技术。郗小星此后起诉了FBI，指控其伪造对自己不利的证据。